# Saint-Gouéno
Saint-Gouéno (Gallo: Saent-Goéno, bretonisch Sant Gouenoù) ist eine Ortschaft und eine Commune déléguée in der französischen Gemeinde Le Mené mit 686 Einwohnern (Stand 1. Januar 2022) im Département Côtes-d’Armor in der Region Bretagne. Die Einwohner werden Gouénovais(es) genannt.

## Geographie
Saint-Gouéno liegt etwa 31 Kilometer südöstlich von Saint-Brieuc und rund 58 Kilometer südwestlich von Saint-Malo in der Osthälfte des Départements Côtes-d’Armor.  

## Geschichte
Bei archäologischen Grabungen gefundene Steinäxte und eine nicht mehr bestehende Allée couverte belegen eine Besiedlung in der Jungsteinzeit. Zudem wurden Überreste aus dem Mittelalter ausgegraben. In einer Urkunde der Abtei von Boquen aus dem Jahr 1279 wurde die Kirchgemeinde Seint Goinou erwähnt. Im 19. Jahrhundert veränderte sich die Fläche der Gemeinde bei zwei Gebietstauschen: Am 9. Januar 1828 erhielt Saint-Gouéno von der Gemeinde Plessala die Weiler Kerfiac, Kermené, La Philippaie, Le Chauchy, La Ville-de-lait, Les Clôtures, Kerouet, Le Grand-Cas, Le Plat-des-Ogniaux und Le Cas du sable. Gleichentags trat sie die Weiler La Villain und Le Mautray an die Gemeinde Saint-Gilles-du-Mené ab. Am 17. Mai 1856 trat sie wiederum die Weiler Saint-Thia, la Hautaye, Launay-Moussu, la Viette, les Mintes und les Bignons an die Gemeinde Collinée ab. Die Gemeinde gehörte von 1793 bis 1801 zum Distrikt Broons und war Teil des Kantons Le Gourray. Von 1801 bis 1926 war sie Teil des Arrondissements Loudéac und seither Teil des Arrondissements Dinan. Von 1801 bis 2015 war sie eine Gemeinde des Kantons Collinée.    
Mit Wirkung vom 1. Januar 2016 entstand aus der Fusion aller sieben Gemeinden des Gemeindeverbandes Communauté de communes du Mené die neue Gemeinde Le Mené, zu der Saint-Gouéno gehört. Die Gemeinde Saint-Gouéno gehörte zum Arrondissement Dinan und zum Kanton Plénée-Jugon. 

## Bevölkerungsentwicklung
Durch die 1828 zur Gemeinde gekommenen Weiler wuchs die Anzahl der Bewohner zwischen 1821 und 1831 markant (1821–1831: 33,6 %). Bis ins Jahr 1851 setzte sich das Wachstum weiter fort. Danach ging die Einwohnerzahl bis 1866 leicht zurück. Zwischen 1891 und 1906 gab es eine zweite Wachstumsphase (1891–1911: +14,9 %). Durch die hohe Anzahl Gefallener und die vielen Grippetoten sank die Bevölkerung zwischen 1911 und um 203 Menschen (−11,8 %). Ab 1926 bis in die jüngste Zeit setzte eine starke Landflucht ein (1926–1999: −57,5 %). Seit der Jahrtausendwende ist die Anzahl Einwohner leicht gewachsen. 
| Jahr                       | 1962 | 1968 | 1975 | 1982 | 1990 | 1999 | 2010 | 2019 |
| Einwohner                  | 1023 | 901  | 831  | 751  | 721  | 640  | 649  | 689  |
| Quellen: Cassini und INSEE |      |      |      |      |      |      |      |      |

## Sehenswürdigkeiten
- zwei Herrenhäuser: Manoir du Placis (16./17. Jahrhundert) und Manoir de la Ville-Delée (18. Jahrhundert)
- Kirche Saint-Gouéno (erbaut 1862)
- Kapelle Notre-Dame des Sept Douleurs (erbaut 1893–1908) in Le Tertre
- mehrere Kreuze in Le Tertre (Mittelalter), la Saude (16./17. Jahrhundert) und la Ville-Gueury (17. Jahrhundert)
- ehemaliges Pfarrhaus aus dem 17. Jahrhundert
- Schule von la Saude
- alte Häuser aus dem 17. Jahrhundert in les Clôtures
- mehrere Mühlen
- Denkmal für die Gefallenen[1]

Quelle: